# Sázava (district de Benešov)
Pour les articles homonymes, voir Sázava (homonymie).
Sázava (en allemand : Sasau) est une ville du district de Benešov, dans la région de Bohême-Centrale, en République tchèque. Sa population s'élevait à 3 875 habitants en 2024.

## Géographie
Sázava est arrosée par la rivière Sázava et se trouve à 18 km au nord-est de Benešov et à 40 km au sud-est du centre de Prague.

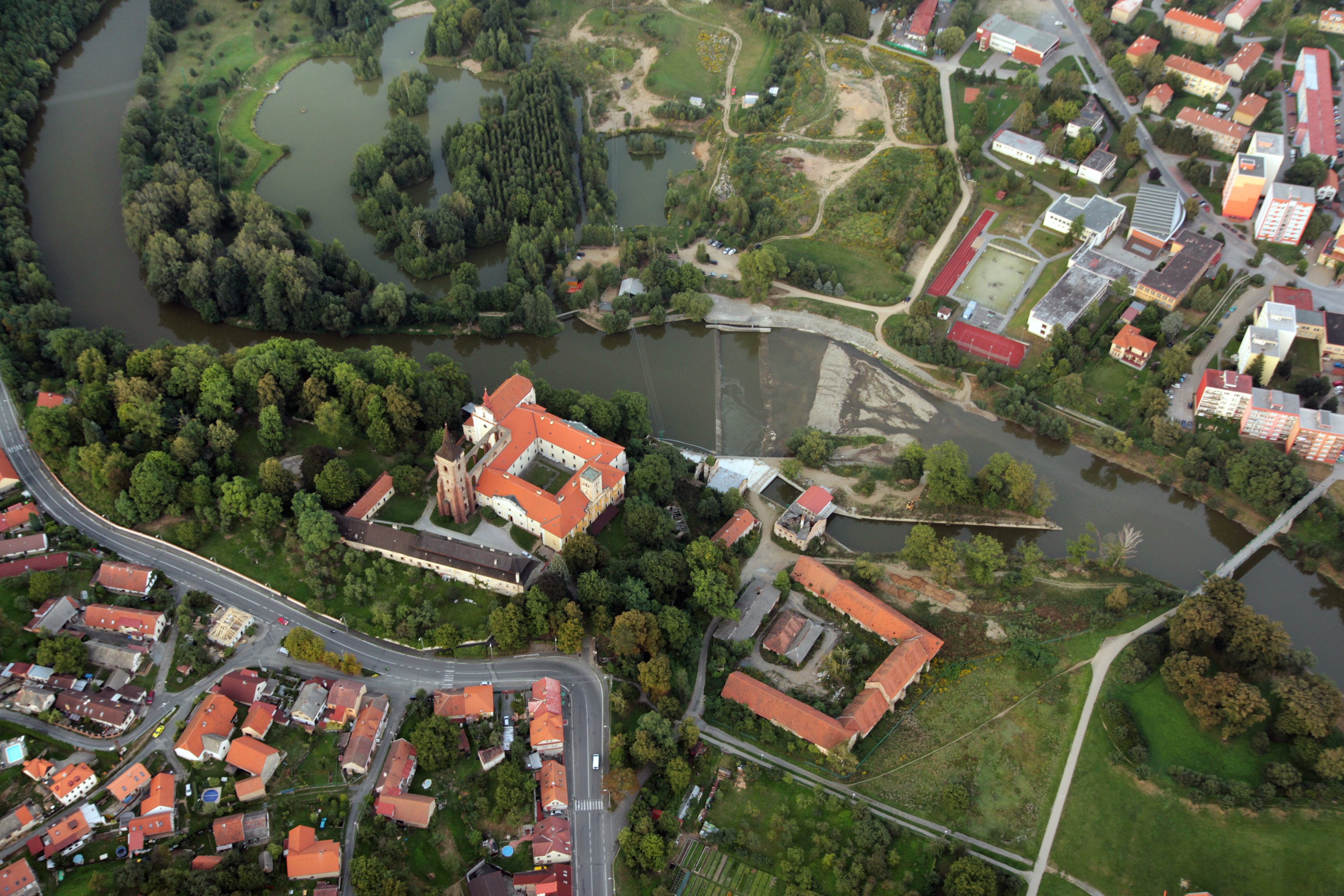
Vue aérienne du monastère au bord de la Sázava.
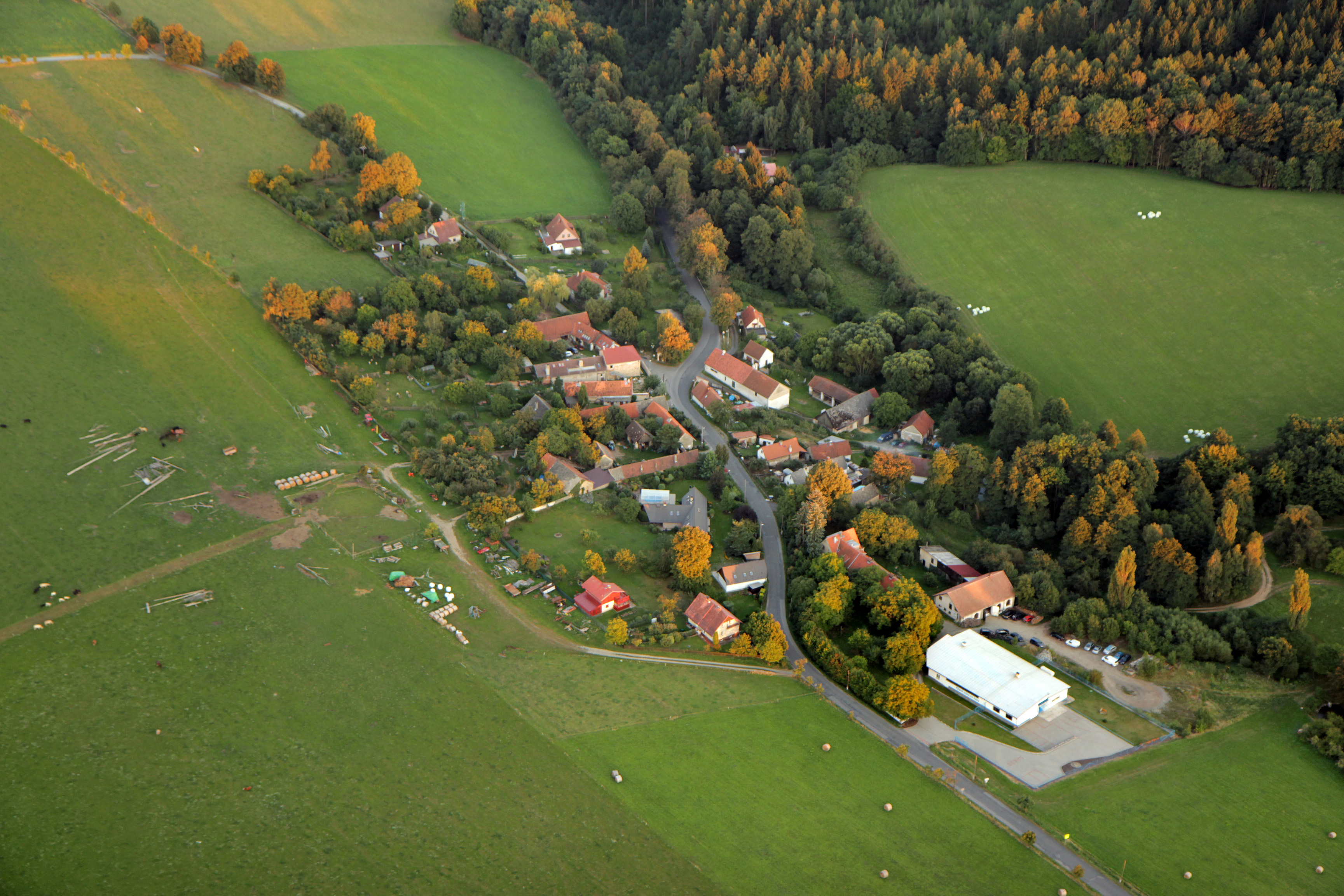
Vue aérienne du hameau de Dojetřice.

La commune est limitée par Vlkančice au nord, par Úžice, Samopše et Ledečko à l'est, par Rataje nad Sázavou au sud-est, par Drahňovice au sud, par Xaverov, Choratice et Vodslivy à l'ouest, et par Chocerady au nord-ouest.

## Histoire
En 1032, saint Procope de Sázava y fonda le quatrième monastère le plus ancien de Bohême.

## Administration
La commune se compose de cinq sections :
- Bělokozly
- Černé Budy (rive droite de la Sázava)
- Čeřenice
- Dojetřice
- Sázava

## Patrimoine
- Monastère de Sázava

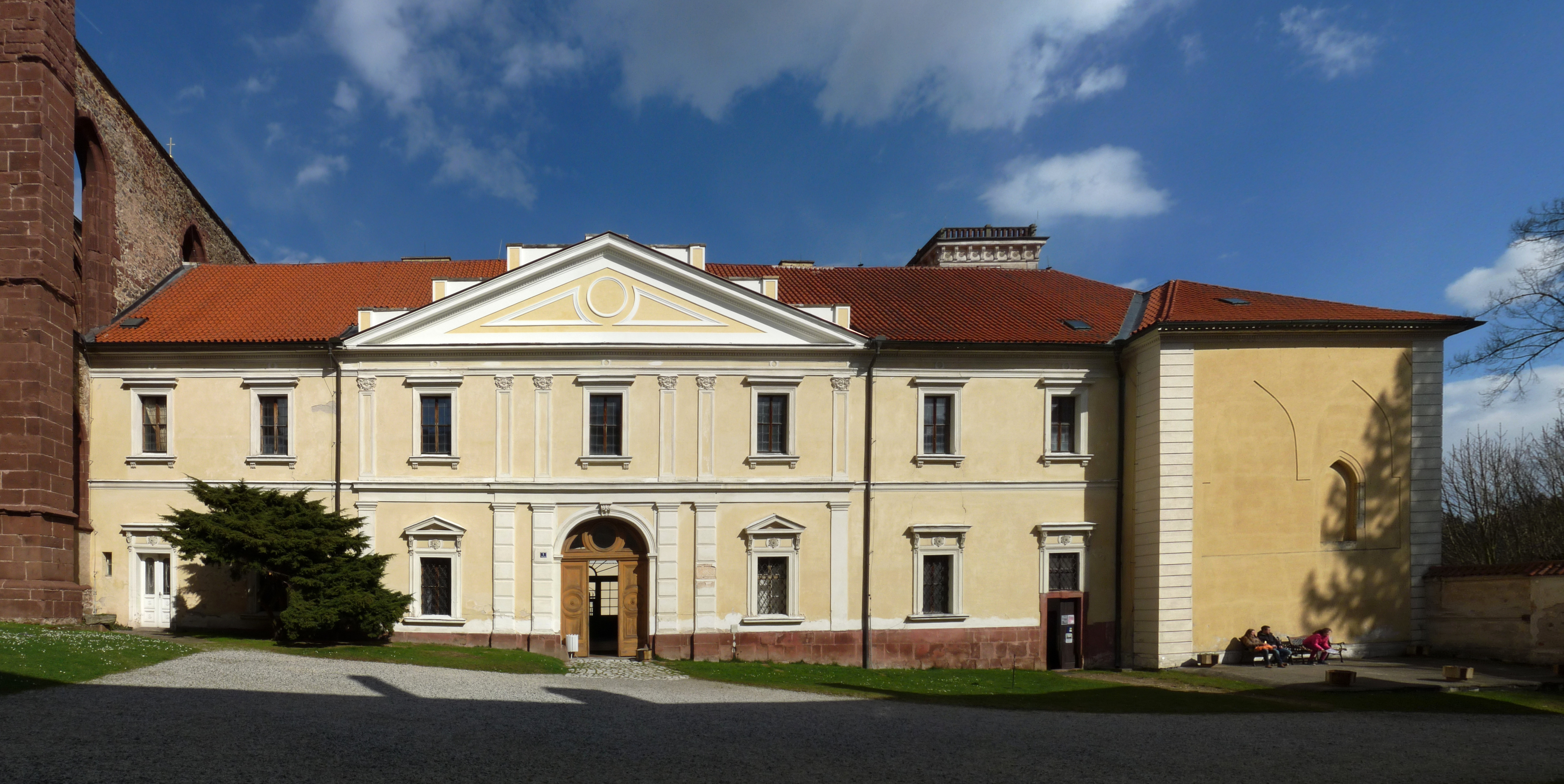
Monastère de Sázava.

## Économie
On y pratique l'industrie du verre.

## Culture
Chaque année a lieu à Sázava le festival multiculturel de SázavaFest.

### Jeux Vidéo
La ville de Sázava ainsi que son monastère ont été reconstitués pour le jeu Kingdom Come : Delivrance.